# YUBA liga 1967
La YUBA liga 1967 è stata la 23ª edizione del massimo campionato jugoslavo di pallacanestro maschile. La vittoria finale è stata ad appannaggio dello Zadar.

## Regular season
|     | Squadra               | G  | V  | P  | PF    | PS    | Pt. | Qualificazione |
| --- | --------------------- | -- | -- | -- | ----- | ----- | --- | -------------- |
| 1.  | Zadar                 | 22 | 19 | 3  | 1.982 | 1.562 | 38  |                |
| 2.  | AŠK Lubiana           | 22 | 17 | 5  | 1.870 | 1.710 | 34  |                |
| 3.  | Stella Rossa Belgrado | 22 | 15 | 7  | 1.851 | 1.661 | 30  |                |
| 4.  | OKK Belgrado          | 22 | 13 | 9  | 1.748 | 1.618 | 26  |                |
| 5.  | Željezničar Karlovac  | 22 | 12 | 10 | 1.582 | 1.550 | 24  |                |
| 6.  | Spalato               | 22 | 11 | 11 | 1.667 | 1.663 | 22  |                |
| 7.  | Partizan Belgrado     | 22 | 11 | 11 | 1.759 | 1.696 | 22  |                |
| 8.  | Lokomotiva Zagabria   | 22 | 10 | 12 | 1.749 | 1.713 | 20  |                |
| 9.  | Radnički Belgrado     | 22 | 9  | 13 | 1.761 | 1.794 | 18  |                |
| 10. | Borac Čačak           | 22 | 8  | 14 | 1.525 | 1.775 | 16  |                |
| 11. | Rabotnički Skopje     | 22 | 7  | 15 | 1.448 | 1.729 | 14  | retrocesse     |
| 12. | BSK Slavonski Brod    | 22 | 0  | 22 | 1.638 | 2.100 | 0   | retrocesse     |

| YUBA liga 1967  |
| --------------- |
| Zadar 2º titolo |

## Formazione vincitrice
| N° | Naz.                  | Ruolo | Sportivo         |  | Alt. |  |
| -- | --------------------- | ----- | ---------------- |  | ---- |  |
|    | Jugoslavia (bandiera) | P     | Giuseppe Gjergja |  | 176  |  |
|    | Jugoslavia (bandiera) | C     | Krešimir Ćosić   |  | 209  |  |
|    | Jugoslavia (bandiera) |       | Miljenko Valčić  |  |      |  |
|    | Jugoslavia (bandiera) |       | Petar Jelić      |  |      |  |
|    | Jugoslavia (bandiera) |       | Đuro Stipčević   |  |      |  |
|    | Jugoslavia (bandiera) |       | Željko Troskot   |  |      |  |
|    | Jugoslavia (bandiera) |       | Goran Brajković  |  |      |  |
|    | Jugoslavia (bandiera) |       | Milan Komazec    |  |      |  |
|    | Jugoslavia (bandiera) |       | Petar Anić       |  |      |  |
|    | Jugoslavia (bandiera) |       | Ratko Laura      |  |      |  |
|    | Jugoslavia (bandiera) |       | Jure Košta       |  |      |  |
|    | Jugoslavia (bandiera) |       | Mile Marcelić    |  |      |  |
|    | Jugoslavia (bandiera) |       | Bruno Marcelić   |  |      |  |
|    | Jugoslavia (bandiera) |       | I. Troskot       |  |      |  |
|    | Jugoslavia (bandiera) |       | Ortika           |  |      |  |
|    | Jugoslavia (bandiera) | All.  | Đorđo Zdrilić    |  |      |  |